# محمد بن عبد الرحمن بن قاسم
محمد بن عبد الرحمن بن قاسم هو علامة وفقيه سعودي حنبلي. ولد سنة (1345هـ - 1421هـ ) في بلدة «البِير» تبعد عن الرياض 120 كيلومتراً شمالاً.

## نشأته
نَشَأَ محمد بن عبد الرحمن بن قاسم بن محمد بن عبد اللَّه بن قاسمٍ، من آل عاصم. نشأة دينيَّة عِلميَّة؛ فوالده الشَّيخ عبد الرحمن بن قاسم جامع «الدُّرر السَّنِيَّة في الأجوبة النَّجديَّة» - ستة عشر (16) مجلَّداً -، ومُصنِّفُ «حاشية الرَّوض المُرْبِع» - سبعة (7) مجلَّدات -، وغير ذلك من المُؤلَّفات النَّافعة.
وجَّهه والده منذ صغره لتعلُّم القراءة والكتابة، ولَمَّا أتقنهما حَضَر والده إليه - وهو في الكُتَّاب – وأخذ بيده وأخرجه منها، وقال له: «أُريدك أن تكون عالِماً، وليس كاتباً فقط».
فقَدِم الشَّيخ محمد بن إبراهيم آل الشيخ وعُمُره ستُّ سنوات؛ للالتحاق بدروسه، فعَكَف على حفظ القرآن، وحفظه في ثمانية أشهر، ثمَّ التحق بدروس الشَّيخ وغيره من الدُّروس.

## مدرسيه
1. محمد بن إبراهيم آل الشيخ، مفتي عام السعودية، ورئيس القضاة والشُّؤون الإسلاميَّة (ت 1389هـ)؛ قرأ عليه في التَّفسير، والعقيدة، والحديث وعلومه، والفقه وأصوله، والفرائض، والنَّحو والصَّرف، والعَرُوض، والتَّاريخ، وغيرها من العلوم.
2. عبد اللطيف بن إبراهيم بن عبد اللطيف آل الشيخ - شقيق الشَّيخ مُحمَّد بن إبراهيم آل الشيخ ومدير المعاهد العلمية والكليَّات- (ت 1386هـ)؛ قرأ عليه الفرائض.
3. عبد العزيز بن باز، مفتي عام السعودية (ت 1420هـ)؛ قرأ عليه في الحديث وعلومه: «نُخبَةُ الفِكَر» و«بلوغُ المرامِ»، وفي الفقه: «زادُ المستقنعِ».
4. عبد الله بن حميد، عضو هيئة كبار العلماء السعودية ورئيس المجلس الأعلى للقضاء (ت 1402هـ)؛ قرأ عليه في النَّحو «الآجُرُّومِيَّة».
5. والده عبد الرحمن بن قاسم -صاحب المُؤلَّفات النَّافعة- (ت 1392هـ)؛ قرأ عليه في الفقه.

## تَلامِيذُه
من بينِ تلاميذِهِ:
1. كان يُدَرِّس في معهد إمام الدَّعوة العِلمي بالرياض، فدَرَس عنده عدد من طلُّاب العِلم، ومِنْ أبرزهم: مفتي عام السعودية عبد العزيز بن عبد الله آل الشيخ.
2. ودَرَس عدد كثيرٌ من طلبة العِلم في كُلِّيَّة أصول الدِّين في جامعة الإمام محمد بن سعود الإسلامية بالرياض.
3. كان له طلَّاب في درسه في جامع أبي بكر الصِّدِّيق بالمَلَز بالرِّياض، وقد دَرَسْنا عليه كتاب التَّوحيد والواسطيَّة وغيرهما.

## مَكانَتُه العِلميَّة
تَبَؤّأ ابن قاسم مكانةً عِلميَّة؛ ويتبيَّن ذلك بالآتي:
1. كان الشَّيخ عبد العزيز ابن باز يُكَلِّفه بالإفتاء في دار الإفتاء بالرِّياض، إضافة إلى ما كَلَّفَه به الملك فيصل من جمع «فتاوى ورسائل الشَّيخ مُحمَّد بن إبراهيم آل الشَّيخ».
2. كان الشَّيخ ابن باز يسأله عن كلامٍ ابن تيمية في الفتاوى.
3. طَلَبَ منه الشَّيخ محمد ناصر الدين الألباني صورةً من مخطوط كتاب «الضُّعفاء» لشمس الدين الذهبي.
4. كان العلماء يراسلونه عمَّا يُشكِل عليهم من مسائل عِلميَّة، فكانت رسائل من مشايخ بخَطِّهم؛ أمثال الشَّيخ بكر بن عبد الله أبو زيد، والشَّيخ حماد الأنصاري، والشَّيخ إسماعيل بن محمد الأنصاري الباحث في دار الإفتاء.
5. قال الشَّيخ عبد الله بن جبرين: «مُحمَّد ابن قاسم خَيرٌ مِنِّي وأَعلمُ».
6. كان يُكَلَّف بمناقشة الرَّسائل العِلميَّة في الجامعات.

## أعماله
1. في عام (1374هـ) عُيِّن مُعلِّماً في معهد إمام الدَّعوة العِلميِّ بالرِّياض، وهو طالب في كُلِّيَّة الشَّريعَة.
مجموع فتاوى شيخ الإسلام ابن تيمية رحمه الله
2. في عام (1386هـ) كُلِّف بالعمل في مكَّة المكرَّمة لطبع «فتاوى شيخ الإسلام ابن تيميَّة» في مطابع الحكومة بمكَّة، بالإضافة إلى التَّدريس في معهد مكَّة العِلميِّ.
3. في عام (1390هـ) صَدَر أمر الملك فيصل بأَنْ يُفرَّغ لجمع «فتاوى ورسائل الشَّيخ مُحمَّد بن إبراهيم آل الشَّيخ».
4. في عام (1403هـ)، درَّس في كُلِّيَّة أصول الدِّين بجامعة الإمام مُحمَّد بن سعود الإسلاميَّة بالرِّياض.
5. في عام (1405هـ) أقام دروساً في العقيدة والفقه وغيرهما، في المسجد المُجاوِر لمنزله بالمَلَز بالرِّياض - جامع أبي بكر الصِّدِّيق -.
6. كان خطيباً للجمعة تسعة وعشرين (29) عاماً، خَلَفاً لوالده من عام (1392هـ) إلى وفاته عام (1421هـ)، في جامع أبي الكِباش في طريق العمارية شمال الرِّياض.

## آثَارُه ومُصنَّفاتُه
1. جَمْعُه مع والده لـ«مجموع فتاوى شيخ الإسلام ابن تيميَّة»؛ في خمسة وثلاثين (35) مجلَّداً، وكانت مُدَّة جَمْعِها وطَبْعِها أربعين (40) عاماً[5]، ومِنْ عَملِه فيها:
  - سافر إلى الشَّام والعراق ومصر وباريس لجمع مخطوطات فتاوى شيخ الإسلام.[6]
  - قال عمَّا وَجدَه هناك من مخطوطات لشيخ الإسلام: «وفيها من خَطِّ شيخ الإسلام بيده ما يزيد على ثمان مئة وخمسين صحيفة،[7] لم يَسبِق لأحدٍ العثور عليها».
  - تصفَّح خلال سِتَّة أشهر من رحلته تسع مئة (900) مجلَّد من اثني عشر ألف (12000) مجلَّد مخطوط.[8]

شهادة الألبانيِّ للشَّيخ محمد ابن قاسم رحمهما الله
  - شاهَدَه الشَّيخ مُحمَّد ناصر الدِّين الألباني في المكتبة الظَّاهريَّة بدمشق وهو في العشرين مِنْ عُمُره يُفَتِّش في مئات المخطوطات والمجلَّدات؛ بحثاً عن فتاوى لشيخ الإسلام، فعَجِب مِنْ صنيعه، فدَوَّن شهادة بخَطِّه، هذا نَصُّها:

«فبياناً لِمَا رأيتُ بنفسي، أشهد بما يأتي: لقد رأيتُ الشَّيخ الفاضل مُحمَّد بن عبد الرَّحْمَن ابن قَاسمٍ في المكتبة الظَّاهريَّة بدمشق سنة (1372هـ)، وهو مُهتمٌّ اهتماماً بالغاً بدراسة مئات المخطوطات - من رسائلَ ومجلَّدات - المحفوظة في المكتبة؛ لاستخراج ما قد يكون فيها من فتاوى لشيخ الإسلام ابن تيميَّة...».
2. «فهرس مجموع فتاوى شيخ الإسلام ابن تيميَّة»؛ في مجلَّدين، وهو فهرسٌ لا نظير له في المُصَنَّفات، يُوحِي بقوَّة عِلمه، وذكائه، وفَهْمِه، ورسوخِه في مختلف العلوم، فلا توجد مسألة أو بحث مقصود أو مستطرد إلَّا ذكره في الفهرس، قال: «ما لم يكن موجوداً في هذين المجلَّدين فليس موجوداً في الخمسة والثَّلاثين».[9][10]

ومثل هذا العمل يَتعسَّر على مجاميع عِلميَّة أن يعملوا مثلَه، وقد تَتَبَّعتُ فهرسته مراراً مُستعيناً بالتقنية الحديثة، فلم أجده فاته منها شيءٌ.
3. «المُستدرَك على مجموع فتاوى شيخ الإسلام ابن تيميَّة[11]»؛ في خمسة (5) مجلَّدات، جَمَع فيه جميع أقوال شيخ الإسلام مِنْ كتب طلَّابه وغيرهم، كما أضاف إليه مخطوطات لشيخ الإسلام ليست في «مجموع الفتاوى»، وقد مَكَثَ في جمعه ثلاثة عشر (13) عاماً، وقرأ لجمع هذا الكتاب أكثر من مئة (100) مجلَّد.
4. تصحيح وتكميل وتعليق على كتاب «بيان تلبيس الجهميَّة» لشيخ الإسلام ابن تيميَّة؛ في مجلَّدين، وهو قطعة مخطوطة حَقَّقَها، وأكمل ما نقص منها من كُتُب شيخ الإسلام المخطوطة والمطبوعة.
كتاب آل رسول الله وأولياؤه
5. «آل رسول اللَّه وأولياؤه[12]»، انتقاه من «منهاج السُّنَّة النَّبويَّة» لشيخ الإسلام ابن تيميَّة.
كتاب أبو بكر الصديق أفضل الصحابة، وأحقهم بالخلافة
6. «أبو بكر الصِّدِّيق أفضل الصَّحابة، وأحقُّهم بالخلافة[13]»، انتقاه من «منهاج السُّنَّة النَّبويَّة» لشيخ الإسلام ابن تيميَّة.
موضوعات صالحة للخطب والمواعظ
7. «موضوعات صالحة للخُطَب والوعظ[14]»، منتقاة من كتب ابن القيِّم.
8. جَمْعُه لفتاوى ورسائل سماحة الشَّيخ مُحمَّد بن إبراهيم[15] في ثلاثة عشر (13) مجلَّداً من تسع جهات مُتَفَرِّقة، وقد مَكَثَ في جمعها ثلاثة عشر (13) عاماً.
9. فهرس تفصيلي لـ«فتاوى ورسائل الشَّيخ مُحمَّد بن إبراهيم بن عبد اللَّطيف آل الشَّيخ».
10. «شرح العقيدة الواسطيَّة[16]» للشيخ مُحمَّد بن إبراهيم آل الشَّيخ.
11. «شرح كشف الشُّبهات[17]» للشَّيخ مُحمَّد بن إبراهيم آل الشَّيخ.
12. «شرح ثلاثة الأصول[18]» للشَّيخ مُحمَّد بن إبراهيم آل الشَّيخ.
13. «شرح كتاب التَّوحيد» للشَّيخ مُحمَّد بن إبراهيم آل الشَّيخ؛ في ثلاثة (3) مجلَّدات.
14. «شرح الحمويَّة» للشَّيخ مُحمَّد بن إبراهيم آل الشَّيخ؛ في مجلَّدين.
15. «شرح الأربعين النَّوويَّة» للشَّيخ مُحمَّد بن إبراهيم آل الشَّيخ.
16. «شرح شروط الصَّلاة وأركانها وواجباتها» للشَّيخ مُحمَّد بن إبراهيم آل الشَّيخ.
17. «شرح آداب المشي إلى الصَّلاة[19]» للشَّيخ مُحمَّد بن إبراهيم آل الشَّيخ.
18. «شرح الرَّوض المُرْبِع» للشَّيخ مُحمَّد بن إبراهيم آل الشَّيخ؛ يزيد على عشرين (20) مجلَّداً.

وغيرها من الشروحات.

## وَفاتُه
وفقًا لِمَا ذَكرهُ ابنه، رأى محمد بن قاسم ثلاث رؤى تُشير بقُرْبِ أَجَلِه، وفي الساعة الثَّامنة صباحاً من يوم الاثنين في السَّابع والعشرين من شهر جُمَادى الآخرة لعام ألف وأربع مئة وواحد وعشرين (27/6/1421هـ) كان يَسِيرُ على قدميه في مدينة الرِّياض، فصدمته سيَّارةٌ مُسْرِعة، وأُصيبَ بإصاباتٍ بَالغةٍ في رأسه وجسده، ثمَّ نُقِل إلى مدينة الملك سعود الطِّبِّيَّة بالرِّياض - المعروفة قديماً بـ«مستشفى الشميسي» - وتوفِّي فيها؛ وهو المستشفى نفسه الذي توفِّي فيه والده.
ومنذ وقوع الحادث إلى أنْ فارق الحياة وهو يتلفَّظ بالشَّهادة، مع أنَّه فاقدٌ وَعْيَه، وقد فارق الحياة عن ستَّةٍ وسبعين (76) عاماً.
وصُلِّي عليه عصر الثُّلاثاء في الجامع الكبير بالرِّياض، في الثَّامن والعشرين من شهر جُمَادى الآخرة، عام ألف وأربع مئة وواحد وعشرين (28/6/1421هـ)، وقد أَمَّ المصلِّين مفتي المملكة العربيَّة السُّعوديَّة الشَّيخ عبد العزيز آل الشَّيخ، وحَضَرَ الصَّلاة عليه الأمير سلطان بن عبد العزيز - وَلِيُّ العهد -، والشَّيخ صالح بن مُحمَّد اللّحيدان - رئيس مجلس القضاء الأعلى -، وجَمْع من العلماء والأعيان، وعامَّة النَّاس، وقد حزن الجميع لوفاته؛ لِمَا قَدَّم من خِدمة عظيمة للدِّين.
وقد قال الشَّيخ عبد اللَّه ابن غديَّان: «إنَّه شَهيدٌ بإذن اللَّه؛ لأنَّ الصَّدْمَ بالسَّيَّارة كالهَدْمِ، ورسول الله قال: (وَصَاحِبُ الهَدَمِ شَهِيدٌ)».